# Libnotes alternimacula
Libnotes alternimacula là một loài ruồi trong họ Limoniidae. Chúng phân bố ở miền Australasia.